# Ariel Keller
Ariel Keller (Buenos Aires, Argentina, 1930 - ibídem, 8 de abril de 1993) fue un actor, periodista, dramaturgo y director argentino.

## Carrera
Keller fue un distinguido actor de cine, teatro y televisión que  participó activamente en varios films y telenovelas junto a grandes actores de la talla de Libertad Lamarque, Dora Baret, Gianni Lunadei, Ricardo Darín, Juan Carlos Puppo, Luisa Kuliok, Arturo Puig, Golde Flami, Alicia Aller,  Lorenzo Quinteros, entre muchos otros,
Fue regente y profesor de actuación en la Escuela Nacional de Arte Dramático. Como periodista ejerció esa profesión en Primera Plana ( 1972-1973), Mayoría (1973-1976), Prensa Libre (1976-1977) y Línea (desde 1982).

## Filmografía
- 1972: Juan Manuel de Rosas
- 1978: Allá lejos y hace tiempo
- 1982: Volver
- 1987: Revancha de un amigo[3]

## Televisión
- 1968: Hay que quemar a Drácula
- 1972/1973: Carmiña
- 1975: Alta Comedia
- 1979: Mañana puedo morir
- 1979: Novia de vacaciones
- 1979/1980: Los especiales de ATC
- 1980: Romina
- 1981: Un latido distinto
- 1981/1982: Lo imperdonable
- 1982: Las 24 horas
- 1982: El mundo del espectáculo
- 1982: Después del final
- 1982: Verónica: el rostro del amor
- 1982/1983: Silencio de amor
- 1983: Amada
- 1984: Entre el amor y el poder
- 1985: El pulpo negro
- 1985/1986: María de nadie
- 1987/1990: Clave de Sol
- 1991/1992: Cosecharás tu siembra
- 1992: Brigada Cola
- 1992: Son de Diez
- 1991/1993: Grande Pa
- 1992/1993: Esos que dicen amarse[4]

## Teatro
Inició su labor actoral en 1950 en la compañía de Roberto Aulés, al tiempo que realizaba su formación técnica con los profesores Carlos Guaschi y Orlando Tarrí (Impostación y Canto), Ángel Vasallo (Estética) y Yura Dimitrievich (danzas).
Desde 1952 cumplió actividad en diferentes elencos. En 1961 ingresó al campo profesional a través de la Compañía teatral de Mecha Ortiz, con la cual realizó una gira de seis meses por todo el interior de Argentina. Integrando luego diversos elencos teatrales como la compañía de Maristani -Bebán-Keller, la de Mujica-Rovito y la de Maruja Gil Quesada y Delia Garcés.
En 1964 fundó Teatro de Cámaras de Buenos Aires con la que dirigió, en la década del 70, la obra infantil La señora Claudia Miau.
En 1974 estrenó  como director y coautor en el Teatro General San Martín con la obra Barranca Yaco.
Entre otras de su larga lista de obras como director están:
- El crack
- Dos Monarcas, en el Teatro Bolsillo
- La Morsa
- La abandonada
- Baby Doll
- Eran cosas de otros tiempos
- El reñidero
- El baile
- Pacto para una memoria
- Mi cristo roto
- La pasión de la Virgen
- Delito en la Isla de las Cabras
- Las manos de Eurídice
- Las zorras y las uvas
- Los mirasoles
- Romances de la muerte y vida
- ¿Quién mató a Lavalle?
- La llegada del batallón

## Vida privada
En 1959 se casó con la actriz Matilde María Moiraghi (de nombre artístico Maty Moray), quien sería su compañera de toda la vida hasta su fallecimiento el 8 de abril de 1993.

## Galardones
Keller obtuvo en 1958 el Primer Premio de la Fundación de José  A. Gorino, por su pieza teatral El crack.